# Norge i olympiska sommarspelen 1988
Norge deltog med 70 deltagare vid de olympiska sommarspelen 1988 i Seoul. Totalt vann de fem medaljer och slutade på tjugoförsta plats i medaljligan.

## Medaljer

### Guld
- Jon Rønningen - Brottning, grekisk-romersk stil, flugvikt
- Tor Heiestad - Skytte, 50 m rörligt mål

### Silver
- Handbollslandslaget damer (Ingrid Steen, Heidi Sundal, Cathrine Svendsen, Karin Pettersen, Karin Singstad, Annette Skotvoll, Hanne Hogness, Vibeke Johnsen, Kristin Midthun, Susann Goksør, Trine Haltvik, Hanne Hegh, Kjerstin Andersen, Berit Digre och Marthe Eliasson)
- Alf Hansen, Vetle Vinje, Rolf Thorsen och Lars Bjønness - Rodd, fyrsculler
- Ole Pollen och Erik Bjørkum - Segling, flygande holländare

## Brottning
Lätt flugvikt, grekisk-romersk stil
- Lars Rønningen

Flugvikt, grekisk-romersk stil
- Jon Rønningen

Bantamvikt, grekisk-romersk stil
- Ronny Sigde

Lättvikt, grekisk-romersk stil
- Morten Brekke

Mellanvikt, grekisk-romersk stil
- Stig Kleven

## Cykling
Damernas linjelopp
- Unni Larsen — 2:00:52 (→ 20:e plats)
- Astrid Danielsen — 2:00:52 (→ 35:e plats)

## Friidrott
Herrarnas 5 000 meter
- Lars Ove Strømø
  - Heat — fullföljde inte (→ ingen placering)

Herrarnas 10 000 meter
- John Halvorsen
  - Heat — 28:22,25
  - Final — 28:29,21 (→ 16:e plats)

Damernas 10 000 meter
- Ingrid Kristiansen
  - Heat — Ingrid Kristiansen
  - Final — fullföljde inte (→ ingen placering)

Herrarnas maraton
- Geir Kvernmo — fullföljde inte (→ ingen placering)

Damernas maraton
- Sissel Grottenberg — 2"38:17 (→ 36:e plats)
- Grete Waitz — fullföljde inte (→ ingen placering)
- Bente Moe — startade inte (→ ingen placering)

Herrarnas kulstötning
- Georg Andersen
  - Kval — 20,05m (gick till final)
  - Final — 19,91m (→ 10:e plats)

Herrarnas diskuskastning
- Knut Hjeltnes
  - Kval — 63,50m
  - Final — 64,94 m (→ 7:e plats)

- Svein Inge Valvik
  - Kval — 60,64m (→ gick inte vidare)

Damernas spjutkastning
- Trine Hattestad — Final, 58,82m (18:e plats)

Herrarnas 20 kilometer gång
- Erling Andersen — 1:23:30 (→ 22:a plats)

Herrarnas 50 kilometer gång
- Erling Andersen — fullföljde inte (→ ingen notering)

## Handboll
Damer
Gruppspel
|                 | PLD: | W: | D: | L: | F: | A:  | Pts. |
| Sovjetunionen   | 3    | 2  | 1  | 0  | 75 | 49  | 5    |
| Norge           | 3    | 2  | 1  | 0  | 75 | 53  | 5    |
| Kina            | 3    | 1  | 0  | 2  | 76 | 58  | 2    |
| Elfenbenskusten | 3    | 0  | 0  | 3  | 37 | 103 | 0    |

Slutspel
|               | PLD: | W: | D: | L: | F: | A: | Pts. |
| Sydkorea      | 3    | 2  | 0  | 1  | 63 | 61 | 4    |
| Norge         | 3    | 1  | 1  | 1  | 59 | 57 | 3    |
| Sovjetunionen | 3    | 1  | 1  | 1  | 56 | 55 | 3    |
| Jugoslavien   | 3    | 1  | 0  | 2  | 52 | 57 | 2    |